# Ipsheim
Ipsheim település Németországban, azon belül Bajorországban. Lakosainak száma 2208 fő (2023. december 31.).

## Népesség
A település népessége az elmúlt években az alábbi módon változott:
| Lakosok száma | 776  | 1144 | 1372 | 1773 | 2089 | 2093 | 2150 | 2164 | 2205 | 2208 |
|               | 1875 | 1950 | 1975 | 1987 | 2012 | 2014 | 2016 | 2017 | 2021 | 2023 |